# Gitta Gans
Gitta Gans (ook wel Brigitta Gans genoemd) is de minnares van Oom Dagobert. Niet vanwege zijn geld is Brigitta zo gek op Dagobert, ze vindt hem als persoonlijkheid leuk.
Dagobert Duck wil echter niets van haar weten. Volgens hem heeft zij een te dure levensstijl om een relatie met haar aan te gaan. In werkelijkheid zal Dagobert Duck als verstokte vrijgezel nooit met iemand een relatie aangaan. De figuur Gitta Gans is geïntroduceerd door de Italiaanse Duck-tekenaar Romano Scarpa (1927-2005).
Brigitta Gans komt voornamelijk voor in Italiaanse Disney-comics. In Nederland valt ze af en toe te zien in diverse Donald Duck-pocketreeksen, hierbij vaak samenwerkend met Linke Lowie.
In de tweede pocketreeks wordt het personage vaak Gitta genoemd, terwijl ook de naam Brigitta vaak voorkomt.

## Buitenlandse namen
Gitta Gans heet in andere talen:
- Duits: Gitta Gans
- Engels: Brigitta McBridge
- Fins: Riitta Hanhi
- Frans: Brigitte McBridge
- Italiaans: Brigitta McBridge